# بنيامين فريدمان
بنيامين هاريسون فريدمان ويُسمى عند بعض العرب بنجامين فريدمان، (بالإنجليزية: Benjamin H. Freedman)‏، (وُلِد عام 1890 في نيويورك، الولايات المتحدة الأمريكية
- وتُوفيّ مايو، 1984 فينيويورك، الولايات المتحدة الأمريكية)، رجل أعمال وسياسي أمريكي من أصول يهوديّة، كما أنّه ناشط ضد الصهيونية والماسونية والديانة اليهودية والشيوعية ومُناهض لها. رغم كونه وُلِد يهودياً إلا أنّه تحول عن ديانته وغيرها إلى المسيحية الكاثوليكية عِندما أصبح عُمره 55 عاماً سنة 1945.
عُرِف بتأييده الشديد لِحق المسلمين والعرب والفلسطينيون بِفلسطين، وعدواته للصهيونيون واليهود، كما اشتهر بإنكاره الشديد لِما يُسمى معاداة السامية ويقول أنَّ يهود اليوم ليسوا ساميون من الأساس ولا حق لهم في فلسطين إذ أنهم لا ينتمون إلى بني إسرائيل أو العبرانيون على حد تعبيره  كما أنّه يُنكر الهولوكوست.

## سيرته
وُلِد بنيامين فريدمان عام 1890 في نيويورك لعائلة سياسية يهودية بالغة الثراء وهذا النوع من البيئة جعله يُقابل أصحاب الأسماء المشهورة والوجوه المعروفة في عالم السياسة الأمريكيّة وأولئك الذين يُسيطرون على رؤوس المال، عندما أصبح شاباً كان من الطبيعي لبنيامين أن يُتابع عمل العائلة في إدارة الأعمال والسياسة، وهذا ما حدث فِعلاً وما آن بدأ فريدمان أعماله الخاصة حتى نجح وكوّن ثروته الخاصة، وسُرعان ما أصبح مليونيراً، وبلغ نجاحه حتى أصبح في وقت من الأوقات المالك الرئيس لشركة صابون وودبيري (بالإنجليزية: Woodbury)‏، بالنسبة للسياسة كان بنيامين فريدمان دائماً على اطلاع بما يجري خلف الكواليس سواء في أوروبا أو الولايات المتحدة الأمريكية، وكان مُقرباً جداً للعديد من الشخصيات السياسية الشهيرة وعلى معرفة شخصية بشخصيات صهيونية وأُناس لعبوا دوراً مُهماً في الحرب العالمية الأولى والحرب العالمية الثانية مِثل الصهيوني الشهير برنارد باروخ الذي لعب دوراً كبيراً في جعل الحكومة الأمريكية تُساعد الصهاينة، والمُحامي الصهيوني الأمريكي صموئيل أنترماير [الإنجليزية] (1858-1940) الذي كان الأب المؤسس لنظام الاحتياط الفدرالي الأمريكي والداعم الأساسي للرئيس الأمريكي فرانكلين روزفلت، ووودرو ويلسون رئيس أمريكا إبان الحرب العالمية الأولى، وفرانكلين روزفلت رئيس أمريكا إبان الحرب العالمية الثانية، والسياسي جوزيف كينيدي والد الرئيس المُغتال جون كينيدي وروبرت كينيدي والسيناتور إدوارد كنيدي، كما كان على صداقة مع ابنه الرئيس جون كينيدي.
في بداية الأمر وتحديداً أثناء شبابه كان بنيامين فريدمان يحمل أفكاراً صهيونية ويحلم بدولة تجمع الشعب اليهودي لذا كان مُقرباً من آباء الصهيونية الأوائل مِثل هنري مورغنثاو الأب وهو السفير الأمريكي في الدولة العثمانية إبان الحرب العالمية الأولى كما أنّه يهودي أمريكي من أصل ألماني وساهم بشكل كبير بجعل أمريكا تتدخل في الحرب العالمية الأولى لإنقاذ بريطانيا وما آن أنقذتها حتى احتلت بريطانيا فلسطين حتى تفي بوعدها لليهود، وكان بنيامين مصدر ثقة عند هنري مورغنثاو الأب وأمين سرّه.
رغم صهيونية بنيامين فريدمان في البداية إلا أنّهّ لم يكُن متعصباً ولم يكُن يريد إلا بلداً لليهود ولكن على حد تعبيره عندما رأى نتائج الحرب العالمية الأولى وكيف غضب الألمان من اليهود بسبب خيانتهم لهم وهذا أدّى لظهور النازية والتحيز للجنس الآري ثم تبع ذلك الحرب العالمية الثانية بدأ رأيه في الأمر يتغير وزاد ذلك عندما شاهد كيف ثار اليهود الشيوعيون في روسيا وقتلوا عائلة القيصر نيقولاس الثاني ثم سارعوا بهدم المساجد والكنائس في روسيا وقتلهم للملايين ثم احتلالهم للكثير من الدول وكونوا بهذا الاتحاد السوفييتي وكان أؤلئك الشيوعيون صهاينة إضافة إلى شيوعيتهم، كُل هذا بدأ يُغير وجهة نظر بنيامين فريدمان عن الصهيونية والديانة اليهودية وقومه اليهودي، وما آن وضعت أمريكا يدها بيد الاتحاد السوفييتي ضد هتلر والألمان وذلك بعد انتصار الشّيوعيّة وعلو شأن الاتحاد السوفيتي الذان يعتبرهُما من صنع اليهود وما ظهروا ونجحوا إلا بمُساعدتهم فانتهى الأمر بهزيمة الألمان هزيمة ساحقة للمرة الثانية في الحرب العالمية عندها أصبح بنيامين مُناهضاً ومُبغضاً لأفعال اليهود بشكل عام والصهاينة منهم بشكل خاص لأنه قام بتحميلهم مسؤولية إشعال الحربان العالميتان والفساد الذي ينشره الشيوعيون في الاتحاد السوفييتي، وفي ذات العام الذي انتهت به الحرب العالمية الثانية وهو 1945 وكان عندئذٍ عُمر بنيامين 55 عاماً قرر ترك اليهودية والتحول إلى المسيحية الكاثوليكية.
عام 1946 أي قبل إنشاء دولة إسرائيل في فلسطين بسنتين تقريباً انضم بنيامين وزوجته المُعادية للصهيونية مثله إلى معهد الشؤون العربية الأمريكية الذي يُعارض إنشاء دولة يهودية في فلسطين ويهتم بإثبات حق الفلسطينيون بأرضهم قبل أي شعب آخر. كما قام مع زوجته بإنشاء مؤسسة معادية للصهاينة تُطالب بخروج اليهود من فلسطين.
وفي نفس العام رفع بنيامين في المحكمة دعوى ضد اللجنة اليهودية الأمريكية بتُهمة التشهير به، ولكن تم رفض الدعوى وإغلاق ملفها بشكل نهائي بعد أقل من شهر.
واجه بنيامين الكثير من المشاكل خلال حياته بسبب صراحته الشديدة وآرائه التي لا يُحبذها الكثير وخصوصاً الصهاينة، تعرض للعديد من المُضايقات من قبل الصهاينة وحدثت له الكثير من المُشادات معهم إذ أنّه اتهمهم بتدمير أمريكا وأنهم السبب وراء الحرب العالمية الأولى والحرب العالمية الثانية وأنهم السبب وراء كراهية النازية لليهود وأنَّ النازية ما خرجت إلا بسببهم وبسبب مؤامراتهم وهوسهم بإنشاء دولة لليهود في فلسطين. وأيضاً بنيامين فريدمان من أؤلئك الذين يرفضون التصديق بالهولوكوست رغم عدم إنكاره لمجازر النازية في اليهود.
كوَّن بنيامين الكثير من العدوات إحداها مع الحاخام يواكيم برينز الذي دائماً ما وصفه بنيامين بالحاخام الأحمر بسبب شيوعيته وتأييده للثورة البلشفية ووصل بهم العداء إلى قاعات المحاكم، منذُ أوساط الأربعينيات حتى وفاته في الثمانينيات كان بنيامين يُوصف بمعادي السامية ولكنه كان رافضاً هذا التعبير من الأساس إذ أنّه يُكذب الصهاينة الذين يدعون أنَّ أجدادهم عاشوا في فلسطين وهو يرفض هذا القول تماماً ويقول أنهم ليسوا إلا مجرد قبائل تتارية اعتنقت اليهودية قبل ألف سنة وهم الخزر وأنَّ الصهيونيون على وجه الخصوص يحاولون إخفاء ذلك حتى لا تنهدم أسطورة شعب الله المختار.
ما آن ترك بنيامين الصهيونية واليهودية حتى انقلب على شعبه فبدأ يظهر في الإذاعات والصحف والجرائد وبدأ يكتب الكتب الناقدة للصهيونية واليهود، وترك التجارة وإدراة الأعمال وتفرغ حتى يُكرس نفسه في محاربة الصهيونية، بعد تركه لليهودية بثلاث سنوات نجحت الصهيونية بإنشاء دولة إسرائيل وهذا جعله يزداد كُرهاً ومُحاربة للصهيونية فأصبح يستغل مكانته السياسية في كشف جرائم الجيش الإسرائيلي بحق العُزل والمدنيين من أهل فلسطين وعن تهجيرهم وتشريدهم وعمليات التطهير العرقي والإبادة الجماعية التي قام بها اليهود هُناك.
أفنى بنيامين فريدمان حياته وثروته في مُحاربة كُلٍ من الصهيونية والشيوعية والماسونية واستمر بالعمل السياسي حتى أوساط السبعينيات رغم كِبَر سنه ثُم ّقرر تركها عندما أصبح عُمره حوالي 85 عاماً إلى أن مات في مايو، 1984 عن عُمر يُناهز 94 عاماً ولكنه رغم تركه للسياسة لم يغيب عن الساحة أبداً إذ ظل يكتب المقالات المُعادية لدولة إسرائيل والمنتقدة لها.

## بنيامين فريدمان واليهود
لام بنيامين اليهود على الحرب العالمية الأولى والحرب العالمية الثانية كما قام بإتهامهم بِأنهم خلف الثورة البلشفية التي دمرت وأنهت روسيا القيصرية وأنهم من صنع الشيوعية والاتحاد السوفيتي عن طريق التآمر، وهو يدعم الفكرة التي تقول أنَّ يهود اليوم ليسوا من بني إسرائيل أو عبرانيون وأنّه لا حق لهم البتة في فلسطين.
عام 1961 ألقى بنيامين فريدمان خطبة طويلة وشهيرة في فندق ويلارد بالعاصمة الأمريكية واشنطن أمام جمع كبير من السياسيون الوطنيّين، شرح بنيامين فريدمان بداية الصهيونية وكيف على حد تعبيره قاموا بتدبير الحرب العالمية الأولى ثُمّ كيف خان يهود ألمانيا بلدهم وقاموا بعد ذلك بجّر الولايات المتحدة الأمريكية إلى الحرب حتى تفوز بريطانيا العظمى التي وعدتهم أنهم إذا ما انتصروا في الحرب سيقومون باحتلال فلسطين وإعطائها لهم وهذا حدث في وعد بلفور المشهور ثُمّ يشرح لماذا أصبح الألمان بعد ذلك يكرهون اليهود حتى خرج من بينهم ما يُسمى النازية لذا بدأ الصهاينة حملة مُقاطعة ضد ألمانيا عندها بدأ الألمان بقتل اليهود واشعل الصهاينة الحرب العالمية الثانية ثُمّ احتلوا فلسطين وقاموا بإنشاء دولة إسرائيل وحكى بهذه الخطبة كيف أنَّ اليهود خدعوا العالم وبالأخص المسيحيون عندما ادعوا أنهم من شعب الله المختار أو بني إسرائيل حتى يقوم المسيحيون بمُساعدتهم على احتلال فلسطين بينما هُم مُجرد قبائل أعرابية تُدعى الخزر تعود أصولها إلى فنلندا والتتار والأتراك والمنغول كانوا يعيشون في قلب قارة آسيا وكانوا قبائل دموية وحربية مُفسدون لذا قام الآسيويون بطردهم إلى أوروبا الشرقية في القرن السابع الميلادي وهُناك قاموا بِبناء إمبراطورية عظيمة وسيطروا على أوروبا ثُمّ تركوا الديانة الوثنية التي كانوا عليها واعتنقوا اليهودية وادعوا أنهم من بني إسرائيل ومع بدايات الألفية الثانية قام بعض أعدائهم بتدمير امبراطوريتهم لذا انتشر الخزر في ألمانيا وأوكرانيا وروسيا والمجر وبولندا ويشكلون اليوم أغلب يهود العالم الذين احتلوا فلسطين.
وهذه مُقتطفات من خطبة بنيامين فريدمان:
 هنا في الولايات المتحدة الأمريكية، يُسيطر الصّهاينة وشركاؤهم المتديّنون سيطرة كاملة تامّة على حكومتنا. ولعدّة أسباب كثيرة، وبالغة التّعقيد لدرجة أنّنا لا نستطيع الخوض بها هنا في هذا الوقت، فالصّهاينة وشركاؤهم المتديّنون يُسيطرون على هذه الولايات المتحدة وكأنّهم الحُكّام المُطلقون لهذه البلاد. وقد تقولون الآن، إنّ هذا تصريح معمّم واسع جداً، ولكن دعوني أُريكُم ما حدث حين كنا جميعنا نائمين.
ما الذي حدث؟ نشبت الحرب العالمية الأولى في صيف عام 1914. ويوجد هنا بين المُستمعين القليل من الناس ممّن هم في عمري الذين يتذكّرون هذا الأمر، إذ تمّ شنّ الحرب بين بريطانيا العُظمى وفرنسا وروسيا من جهة، وبين ألمانيا والنمسا والدولة العثمانية من جهة أُخرى. وخلال سنتين ربحت ألمانيا تلك الحرب. إنّها لم تربح الحرب إسميّاً فقط، ولكنّها ربحتها بالفعل. فالغوّاصات الألمانيّة التي كانت مُفاجأة للعالم، انتصرت انتصاراً ساحقاً على كلّ القوى المُواكبة للسّفن المُعادية من المحيط الهندي. وقفت بريطانيا العُظمى هناك دون ذخيرة لجنودها، وبتموين أسبوع فقط — وبعد ذلك المجاعة. في ذلك الوقت، تمرّد الجيش الفرنسي، إذ فقد ستّ مئة ألف جندي من زهرات شباب فرنسا أثناء معركة فردان في دفاعهم عن مدينة فردان على نهر السوم. كان الجيش الروسي يهرب من الجُنديّة. كانوا يُجمّعون حاجياتهم ويعودون إلى بيوتهم، فلم يُريدوا أن يلعبوا لعبة الحرب، ولم يُحبّوا القيصر نيقولا الثاني. وانهار الجيش الإيطالي.
لم يتمّ إطلاق طلقة واحدة على الأرض الألمانيّة. ومع ذلك، فقد كانت ألمانيا تعرض شروط السّلام على إنجلترا. وقد عرض الألمان على إنجلترا سلاماً تفاوضيّاً يُسميه المُحامون «ما قبل قاعدة الوضع الراهن.» وهذا يعني «دعونا نُوقف الحرب، ولنترك كُل شيء يعود إلى الوضع الذي كان عليه قبل بدء الحرب». وقد كانت إنجلترا تُفكّر بذلك العرض بشكل جدّي. لم يكن لديها خيار، إذ كان عليها أن تقبل هذا السّلام التّفاوضي الذي كانت ألمانيا تعرضه بشهامة، أو الاستمرار في الحرب، فتتمّ هزيمتها كُلياً.
وفي هذه الأثناء، ذهب الصهيونيون الموجودين في ألمانيا الذين مثّلوا الصّهاينة من أوروبا الشرقية، ذهبوا إلى وزارة الحرب البريطانيّة — وسأختصر لكم لأنّها قصة طويلة، ولكنّني أملك كل الوثائق لبرهنة أية عبارة أصرّح بها - فقالوا للبريطانيّين: «أنظُروا هنا. ما زلتم تستطيعون كسب هذه الحرب، ويجب ألا تستسلموا. ويجب ألا تقبلوا السلام التّفاوضي الذي عرضه الألمان الآن عليكم. إنّكم تستطيعون أن تربحوا الحرب إذا ما أتت الولايات المتحدة كحليف لكم». ولم تكن الولايات المتحدة الأمريكية داخلة في الحرب في ذلك الوقت. لقد كُنا فتيّين، وكُنّا أغنياء، وكُنّا أقوياء. قالوا لإنجلترا: «سوف نضمن أن نجلب لكم أمريكا لكي تُحارب في صفّكم كحليف لكم، ولكي تحارب بجانبكم عدُونا بفلسطين بعد أن تكسبوا الحرب». وبكلمات أُخرى، فقد اقترحوا هذه الصّفقة: «سنجلب الولايات المتحدة لهذه الحرب كحليف لكم. والثّمن الذي يجب أن تدفعوه هو فلسطين بعد أن تكسبوا الحرب وتهزموا ألمانيا، والنمسا، والدولة العثمانية». وكان حقّ بريطانيا بوعد منح فلسطين لأيّ فرد، مثل حق الولايات المتحدة في وعد إعطاء اليابان لإيرلندا، لأيّ سبب من الأسباب مهما كان. إنّه من السّخف المطلق أن تعطي بريطانيا العظمى، التي لم يكن لها أيّة صلة، أو أيّة مصلحة، أو أيّ حق فيما يُعرف بفلسطين، وكأنها قطعة نقد تدفعها للصّهاينة كثمن لجلب الولايات المتحدة لدخول الحرب. ومع هذا، فقد منح البريطانيّون الصّهاينة ذلك الوعد في أكتوبر سنة 1916. وبعد ذلك بوقت قصير — ولا أدري كم واحد من الحضور يتذكّرون — دخلت أمريكا التي كانت مُوالية لألمانيا كُليةً تقريباً، الحرب كحليفة لبريطانيا.
أقول، بأنّ الولايات المتحدة كانت موالية لألمانيا كُليةً تقريباً، لأنّ الصّحُف هنا كانت مملوكة من قبل اليهود، وكان أصحاب البنوك يهوداً، وكانت كُل وسائل الإعلام الجماهيري في هذه البلاد مملوكة من اليهود، وكان اليهود آونتها مُوالين للألمان. لقد كانوا مُوالين للألمان، لأنّ الكثير منهم أتوا من ألمانيا، ولأنّهم أرادوا أن يروا ألمانيا تهزُم القيصر نيقولا الثاني. فاليهود لم يُحبّوا القيصر نيقولا الثاني، ولم يُريدوا أن تربح روسيا هذه الحرب. وهؤلاء اليهود الألمان من أمثال كوهن لوب والمؤسسات البنكيّة الكُبرى الأُخرى في الولايات المتحدة، رفضوا تمويل فرنسا وإنجلترا حتى ولو بدولار واحد. لقد وقفوا جانباً وقالوا: «ما دامت فرنسا وإنجلترا مرتبطتين بروسيا، فلن نمنحهما سنتاً واحداً». ولكنّهم صبّوا النّقود على ألمانيا، وقاتلوا بجانب ألمانيا ضدّ روسيا، مُحاولين هزيمة نظام القيصر.
الآن، هؤلاء اليهود أنفسهم، حين رأوا إمكانية حصولهم على فلسطين، ذهبوا لإنجلترا وقاموا بعقد هذه الصّفقة. وفي ذلك الوقت، تغيّر كل شيء، كما تتغير إشارة المرور من الأحمر إلى الأخضر. فبينما كانت كُل الصّحف موالية للألمان، حيث كانت تُذكّر الناس بالصّعوبات التي كانت تمرّ بها ألمانيا خلال قتالها بريطانيا العظمى تجارياً وبأشكال أُخرى، فأصبح الألمان فجأة سيّئين. وأصبحوا أشراراً، وأصبحوا مُجرمين، وأصبحوا يقتلون ممرّضات الصليب الأحمر. وأصبحوا يُقطّعون أيادي الأطفال الصغار. وأصبحوا غير جيّدين. وبعد ذلك بوقتٍ قصيرٍ، أعلن السيد وودرو ويلسون الحرب على ألمانيا.
وأرسل صهاينة لندن البرقيات والرسائل للويس برانديز (ملحوظة 1) في الولايات المتحدة حيثُ قالوا له: «إذهب واقنع الرئيس وودرو ويلسون. سوفَ نحصل من إنجلترا على ما نُريد. إقنعه أن تدخل الولايات المتحدة الحرب». وبهذه الطريقة دخلت الولايات المتحدة الحرب. لم تكُن لدينا أية مصلحة في الحرب؛ ولم يكُن لنا أي حقّ أن نُشارك فيها، أكثر من حقّنا أن نكون على سطح القمر في هذه الليلة، بدلاً من أن نكون في هذه الغرفة. لم يكن هناك أيّ سبب لأن تكون الحرب العالمية الأولى حربنا على الإطلاق. لقد تم جرّنا إليها - ولو كان بإمكاني أن أكون فظّاً، لقلتُ إنّه قد تمّ توريطنا وجرّنا باتجاه تلك الحرب فقط، لكي يتمكّن صهاينة العالم من الحصول على فلسطين. وهذا أمرٌ لم يتمّ الإعلان عنه لشعب الولايات المتّحدة، فلم يعلم الشعب على الإطلاق لماذا ذهبنا للحرب العالمية الأولى!
بعد أن دخلنا الحرب، ذهب الصهاينة لبريطانيا العظمى وقالوا: «حسناً، لقد أنجزنا جزءنا حسب الإتفاقية، فدعونا نأخذ شيئاً مكتوباً يُرينا أنكم ستتمّمون صفقتكم، وتعطوننا فلسطين بعد أن تكسبوا الحرب». لم يعلموا إن كانت الحرب ستطول لسنة أُخرى أو لعشرة سنوات أُخرى. ولذلك بدأوا في العمل للحصول على وصل. وأخذ الوصل شكل رسالة، تمّت صياغتها بلغة سرّية (ملغّزة) جدّاً لكي لا يعرف العالم كلّه محتواها. وهذا ما تمّت تسميته بإعلان أو بوعد بلفور الشهير.
لقد كان وعد بلفور وعد بريطانيا العظمى فقط، للدفع للصهيونية ما اتفقوا عليه ثمناً لإدخال الولايات المتحدة الحرب. وبذا، فوعد بلفور العظيم هذا، الّذي تسمعون عنه الكثير، زائفٌ مثل زيف ورقة نقد الثلاث دولارات. لا أظنّ أنّني أستطيع أن أؤكد الأمر بشكل أفضل.
ومن هُناك بدأت المشكلة برمّتها. دخلت الولايات المتّحدة الحرب. حطّمت الولايات المتّحدة ألمانيا. وتعلمون ما الذي حصل بعدها. حين انتهت الحرب، ذهب الألمان إلى باريس لحضور مؤتمر سلام باريس سنة 1919 حيثُ كان هُناك 117 يهوديّاً، كوفد مُمثل لليهود، يرأسُهم برنارد باروخ (ملحوظة 2). لقد كُنت أنا هناك، ولذا يجب عليّ أن أعلم.
والآن ما الّذي حدث ؟ اليهود المشاركون في المؤتمر، حين كانوا يقطّعون ألمانيا ويقسّمون أوروبا لكُلّ تلك الأمم التي ادّعت حقّاً في جزء من منطقة أوروبية، قالوا: «وماذا عن فلسطين لنا؟». وقدّموا للمرّة الأولى، لمعرفة الألمان، وعد بلفور هذا. ولذا فقد تحقّق الألمان للمرة الأولى: «إذن كانت تلك هي اللعبة! ولهذا السبب دخلت الولايات المتحدة الحرب». وتحقّق الألمان لأول مرة أنّهم قد انهزموا، وعانوا من التّعويض الرهيب الذي تم صفعهم به، لأنّ الصهاينة أرادوا فلسطين، وكانوا مصمّمين للحصول عليها بأيّ ثمن.
ويجلبنا هذا لنقطة مهمّة جداً. حين تحقّق الألمان من هذا، قاوموه بشكل طبيعي. وحتى ذلك الوقت، لم تكن أحوال اليهود في أي مكان في العالم أفضل ممّا كانت عليه في ألمانيا. لقد كان السيد والتر راثينو [الإنجليزية] (ملحوظة 3) في ألمانيا. وقد كانت أهميته في الصناعة والمال مئة مرة أكثر من برنارد باروخ (ملحوظة 2) في هذه البلاد. وهُناك أيضاً كان السيد بالين، الذي كان يملك خطّين كبيرين من السُفِن، وهما لويد جيرمان الشمالية وخطوط هامبورغ الأميريكية. وهناك أيضاً السيد جيرسون فون بلايخرودر [الإنجليزية] (ملحوظة 4)، الذي كان يُدير بنكاً لعائلة هوهنتسولرن. وهناك عائلة فاربورغ (ملحوظة 5) في هامبورغ، التي كانت من أكبر العائلات التي تملك البنوك في العالم. كان اليهود بحال جيدة جداً في ألمانيا. وليس هناك مجال للشك في هذا الأمر. شعر الألمان أنها كانت تلك خيانة كاملة. كانت خيانة يُمكن مقارنتها بالموقف الفرضي التالي: لنفرض أنّ الولايات المتحدة كانت في حالة حرب مع الاتحاد السوفييتي، وكُنا نحقق انتصارات، فقلنا للاتّحاد السّوفييتي: «جيد، دعونا نوقف الحرب الآن. نحن نعرض عليكم شروطاً. دعونا ننسى الأمر كله». وفجأة أتت الصّين الحمراء للحرب كحليف للاتحاد السوفييتي، فجلب زجّهم للحرب هزيمتنا هزيمة ساحقة، مع تعويضات مماثلة لا يمكن لخيال المرء أن يُطيقها. تخيّلوا فيما بعد مواطنينا الصّينيين الذين اعتقدنا في جميع الأوقات أنهم مواطنون أوفياء لنا، قد خانونا وباعونا للاتحاد السوفييتي، وأنّه من خلالهم تم جلب الصّين الحمراء للحرب ضدّنا. فكيف سنشعر بعدها هنا في أمريكا تجاه الصّينيّين؟ أنا لا أظن أنّ أحداً منهم سيتجرّأ ويُري وجهه في أيّ شارع. ولن يكون هناك العدد الكافي من مصابيح الشوارع للاهتمام بهم. وتخيّلوا كيف سيكون عليه شعورنا!
حسناً، فلقد كان هذا هو شعور الألمان تجاه اليهود. لقد كانوا طيّبين معهم، فمنذ سنة 1905 حين فشلت الثورة الشيوعية الأولى في روسيا، حين كان على اليهود أن يتركوا روسيا، أتوا جميعا إلى ألمانيا. ومنحتهم ألمانيا اللجوء. وعاملتهم بمنتهى الطيبة. وهنا أغرقوا ألمانيا في أسفل النهر دون أيّ سبب يُذكر على الإطلاق، سوى أنّهم أرادوا فلسطين لتُدعى «رابطة شعوب يهودية».
والآن ناحوم سوكولوف وكلّ تلك الأسماء العظيمة والقادة العُّظام الذين تقرأون عنهم، الذين لهم ّصلات بالصهيونية في أيامنا هذه، في سنة 1919، و1920، و1921، و1922، و1923 كتبوا في أوراقهم كلّها - ومُلئت الصحافة بتصريحاتهم- بأنّ الشعور في ألمانيا تجاه اليهود سببه حقيقة، أنّهم تحققوا أنّ هذه الهزيمة الكبرى قد جلبها التدخّل اليهودي وإدخال الولايات المتحدة الحرب. وقد اعترف اليهود أنفسهم بهذا. ولم يكن الأمر أن اكتشف الألمان في سنة 1919 بأنّ ذلك الكأس من الدم اليهودي، كان طعمه أفضل من الكوكا كولا أو بيرة مونشنر. لم يكن هناك أي شعور ديني، ولم تكن هناك أية عاطفة تجاه ذلك الشعب فيما يتعلق باعتقادهم الديني. فلقد كان الأمر كلّه سياسياً، وكان اقتصادياً. كان أيّ شيء عدا أن يتمّ اعتباره دينيّاً. لم يهتم أحد في ألمانيا إذا ما عاد اليهودي إلى بيته وأنزل الستائر وقال: «شيما إسرائيل» أو «أبانا». ولم يهتم أحد في ألمانيا بالمسألة الدينية أكثر من ذلك الاهتمام بها في الولايات المتحدة. الآن، فالشعور الذي تطوّر مؤخراً في ألمانيا كان سببه شيئاً واحداً: حمّل الألمان اليهود مسؤولية هزيمتهم الساحقة في الحرب العالمية الأولى.
بدأت الحرب العالمية الأولى ضدّ ألمانيا دون أي سبب يُذكر تتحمل ألمانيا مسؤوليته. لم يكن للألمان أيّ ذنب يُذكر سوى أنّهم كانوا ناجحين. لقد بنوا سلاح بحرية كبيراً. وبنوا تجارة عالمية. يجب أن تتذكروا بأنّ ألمانيا كانت أثناء الثورة الفرنسية تتكوّن من 300 ولاية صغيرة، ومديريّات، وإمارات يحكمها دوقات. أي إنها كانت تتكون من 300 وحدة سياسية مستقلة. وكانت بين عهد نابليون وأوتو فون بسمارك متوحدة في دولة واحدة. وخلال 50 عاماً أصبحت إحدى أعظم دول العالم. كانت بحريّتها تُنافس بحريّة بريطانيا العُظمى، وكانت للألمان روابط تجارية في جميع أنحاء العالم، وكانوا يستطيعون أن يبيعوا بضاعتهم للجميع بأسعار أقل، وكان إنتاجهم الصناعي أفضل. فما الّذي حصل نتيجة لذلك؟
كانت هناك مؤامرة بين إنجلترا وفرنسا وروسيا لصفع ألمانيا. ليس هناك مؤرخ واحد على وجه البسيطة يستطيع أن يجد سبباً حقيقياً لماذا قرّرت تلك الدول أن تسحق ألمانيا سياسياً عن الخارطة.
حين تحقّقت ألمانيا أنّ اليهود هم الذين كانوا وراء هزيمتها، استاءت بطبيعة الحال، ولكنّ الألمان لم يؤذوا حتى ولو شعرة واحدة من رأس أيّ يهودي. وقد كتب البروفيسور تانسل أحد أساتذة جامعة جورجتاون الّذي كانت لديه قدرة الدخول على الأوراق السرية لوزارة الخارجية الأميريكية، كتب في كتابه، حيثُ اقتبس من إحدى وثائق وزارة الخارجية الأميريكية التي كتبها هيوجو شونفلت، وهو يهودي كان كورديل هل قد أرسله إلى أوروبا سنة 1933، لكي يقوم بالتّحقيق في ما كان يُسمّى بمُعسكرات السُّجناء السّياسسّيين، حيث كتب من ألمانيا أنّه وجدهم في حالة جيدة جداً. كانوا في حالة ممتازة، يُعامل كل واحد منهم بصورة جيدة. وكان الكثيرون منهم يهوداً شيوعيّين، لأنّ اليهود حدث وأن شكّلوا نحو 98% من الشّيوعيّين في تلك الأوقات. وكان هناك بينهم بعض الكهنة أيضاً، والقساوسة، وقادة العمال، والماسونيّين، وآخرين لهم انتساباتهم العالمية.
في سنتي 1918 و1919 سيطر الشيوعيون على بافاريا لعدّة أيام. فقد سيطر كارل ليبكنخت وروزا لوكسمبورغ ومجموعة من يهود آخرين على الحكومة لثلاثة أيّام. وفي الحقيقة، حين أنهى القيصر الحرب هرب إلى هولندا، لأنّه اعتقد بأنّ الشيوعيين كانوا على وشك الاستيلاء على ألمانيا كما فعلوا في روسيا، واعتقد بأنّه سيلقى المصير نفسه الذي لقيه قيصر روسيا. لذا فقد هرب إلى هولندا لسلامته، وأمانه. وبعد أن تمّ سحق التّهديد في ألمانيا، كان اليهود ما يزالون يعملون، إذ كانوا يحاولون العودة إلى وضعهم السابق، فقاتلهم الألمان بكلّ وسيلة يستطيعونها دون أن يؤذوا شعرة واحدة من شعر رأس أيّ واحد منهم. لقد قاتلوهم بالطريقة نفسها التي استخدمناها هنا في الولايات المتحدة، ألا وهي مقاطعة ومحاربة أيّ أحد كان لديه اهتمام بشراء الكحول. إنّهم لم يحاربوهم بالمسدّسات. فهذه هي الطريقة التي حارب بها الألمان اليهود في ألمانيا. وفي ذلك الوقت، كان هناك بين 80 و 90 مليون ألماني، بينما كان عدد اليهود 460,000 يهودي فقط. أي أنهم كانوا يشكّلون ما نسبته نصف واحد بالمئة من سكان ألمانيا. ومع هذا فقد كانوا يسيطرون على الصّحافة، وكانوا مسيطرين على معظم الاقتصاد، لأنّهم جلبوا معهم أموالاً رخيصة حين تمّ تخفيض قيمة المارك الألماني، فشروْا عمليّاً كلّ شيء.
لقد حاول اليهود أن يُغطّوا على هذه الحقيقة. إنّهم لم يريدوا أن يفهم العالم حقيقة أنّهم باعوا ألمانيا وخانوها، وأنّ الألمان قد استاءوا من ذلك الأمر.
لقد اتّخذ الألمان إجراءً مناسبا بحقّ اليهود. أفسأقول لكم إنّهم ميّزوا ضدّهم أينما استطاعوا! لقد تجنّبوهم بالطّريقة نفسها التي يمكن أن نتجنّب بها الصينيّين، أو السّود، أو الكاثوليك، أو أيّ واحد في هذه البلد باعنا لعدوّ، وخاننا، وجلب علينا هزيمتنا.
بعد فترة من الزمن، تداعى يهود العالم إلى اجتماع في أمستردام. وحضر الاجتماع اليهود من كافة بلدان العالم. وقالوا لألمانيا: «أطردوا هتلر، وأعيدوا كلّ يهودي إلى وظيفته التي كان يعمل فيها، سواء كان شيوعياً أو كان ما كان. أنتم لا يمكنكم معاملتنا بتلك الطريقة، ونحن يهود العالم، نحذّركم تحذيراً نهائياً». وتستطيعون أن تتخيلوا ما قاله لهم الألمان. فما الذي فعله اليهود ؟
في سنة 1933، حين رفضت ألمانيا الاستسلام لمطالب مؤتمر اليهود العالمي في أمستردام، انفضّ المؤتمر، وعاد إلى الولايات المتحدة السيد صموئيل أنترماير [الإنجليزية] الذي كان رئيس الوفد اليهودي الأمريكي، وكان رئيس المؤتمر كله، وتوجّه فوراً من السفينة البخارية إلى استوديوهات إذاعة كولومبيا، حيثُ أذاع عبر الراديو في جميع الولايات المتحدة بياناً إذاعياً قال فيه: «إنّ يهود العالم يُعلنون الآن الحرب المقدّسة ضد ألمانيا. ونحن الآن منشغلون في صراع مقدّس ضد الألمان. وسنقوم بتجويعهم إلى أن يستسلموا. سوف نقوم باستخدام مقاطعتهم اقتصادياً في جميع أنحاء العالم. وهذا ما سيحطّمهم لأنّهم يعتمدون على أعمال تصدير بضائعهم».
وهي حقيقة أنّه كان يتمّ استيراد ثلثي المواد الغذائية الألمانية، وأنّه يمكن استيرادها فقط من خلال تصدير إنتاجهم. ولذا إن لم تتمكّن ألمانيا من التّصدير، فسيتضوّر ثلثي سكانها جوعاً. ولم يكن هناك طعام كافٍ لأكثر من ثلث السكان. الآن في هذا البيان، الذي هو بين يديْ هنا، والذي كان قد طُبع في صحيفة نيويورك تايمز في 7 أغسطس، سنة 1933، صرّح السيد صموئيل أنترماير [الإنجليزية] بشكل وقح أنّ: «هذه المقاطعة الاقتصادية هي أسلوبنا في الدفاع عن النفس». وأيّد الرئيس فرانكلين روزفلت استخدام المقاطعة الاقتصادية، إذ يذكُر بعضكم أنّه كان يتوجب مقاطعة كل شخص لم يكن يتقيّد بالقواعد التي تم وضعها من قبل الصفقة الجديدة، التي تم الإعلان عنها من قبل المحكمة العليا في تلك الأوقات بأنّها غير دستورية. ومع ذلك، أعلن يهود العالم المقاطعة ضد ألمانيا، وكانت تلك المقاطعة فعالة بشكل كبير، بحيث لم يكن بوسعكم أن تجدوا شيئاً واحداً في أي متجر في أي مكان في العالم مكتوباً عليه: «صُنع في ألمانيا». وفي الحقيقة، قال لي أحد المديرين التنفيذيّين لشركة وول وورث قال لي إنه كان عليهم أن يتخلصوا من الصحون والأواني الفخارية التي يقدر ثمنها بملايين الدولارات ويكبوها في النهر، وذكر لي أيضاً أنه كان سيتم مقاطعة متاجرهم لو أنّ أحداً وجد صحناً مكتوباً عليه: «صُنع في ألمانيا»، وكانت تعلّق يافطات مكتوباً عليها «هتلر»، «قاتل»، وعبارات من هذا القبيل كانت تُّستخدم في الجنوب.
وفي أحد المتاجر التي يمتلكها آر أتش ميسي، الذي كانت تُسيطر عليه عائلة يهودية تُدعى ستراوس وجدت امرأة جوارب نسائية مصدرها شيمتز مكتوباً عليها «صُنع في ألمانيا». كانت الجوارب مصنوعة من القطن، ويُمكن أن تكون موجودة أساساً في المتجر من عشرين سنة، إذ أنني ألاحظ سيقان النّساء من عدة سنوات، ومضى وقت طويل لم أر فيه جوارب قطنية تلبسها نساء. رأيت المقاطعة لمتاجر ميسي ومئات الناس يمشون حول بنايته حاملين يافطات مكتوباً عليها: «قتلة»، «هتلريون»، وأشياء من هذا القبيل.
وعودة إلى ذلك الوقت الذي لم يتمّ فيه إيذاء شعرة واحدة على رأس يهودي في ألمانيا. ولم تكن هناك معاناة، ولم تكن هناك مجاعة، ولم يكن هناك قتل أو أيّ شيء من هذا القبيل. وبطبيعة الحال، قال الألمان: «من هو الشعب الذي يُعلن المقاطعة ضدّنا، ويحوّل كل شعبنا إلى عاطلين عن العمل، ويشلّ صناعاتنا ؟ من هو هذا الشعب حتّى يفعل هذا بنا؟». وقاوم الألمان هذا الأمر بطبيعة الحال. وبالطّبع، فقد رسموا الصّلبان المعقوفة على المتاجر التي يملكها يهود. فلماذا يذهب ألماني لمتجر، ويدفع نقوده لصاحبه الذي هو جزء من المقاطعة التي كانت ستؤدّي إلى تجويع ألمانيا فاستسلامها ليهود العالم، الذين كانوا سيُملون على الألمان من سيكون مستشارهم أو رئيس وزرائهم؟ لقد كانت المقاطعة أمْراً سخيفاً حقاً.
استمرّت المقاطعة لبعض الوقت، حتّى سنة 1938 حين دخل يهوديّ صغير السّن من بولندا إلى السفارة الألمانية في باريس، وأطلق النار على موظّف ألماني، وحينها بدأ الألمان حقّاً يُصبحون أقسى في معاملة اليهود في ألمانيا، فكنت تجدهم يكسّرون الشبابيك، ويدخلون مع اليهود في معارك شوارع وغير ذلك.
الآن لا أحبّ أن أستخدم كلمة «معاداة السامية» لأنّها خالية المعنى، ولكنّها ما تزال تعني شيئاً بالنّسبة لكم، لذا يجب عليّ أن أقوم باستخدامها هنا. السّبب الوحيد لوجود مشاعر معادية لليهود في ألمانيا، لأنّ اليهود كانوا المسئولين عن الحرب العالمية الأولى، وعن هذه المقاطعة العالمية لألمانيا. وفي النهاية، كانوا أيضاً مسئولين عن الحرب العالمية الثانية، لأنّهم وبعد أن فقدوا السيطرة، أصبح ضرورياً لليهود وألمانيا أن يعدّوا العدة للحرب ليروا من الذي سيعيش. وفي تلك الأثناء، كنتُ أعيش في ألمانيا، وعلمت أنّ الألمان قرّروا بأنّ أوروبا ستُصبح مسيحيّة أو شيوعيّة: وليس هناك بين البينين. وقرّر الألمان أن يُبقوا على أوروبا مسيحيّة إذا كان ذلك بوسعهم. وبدؤوا بإعادة التسلّح. وفي شهر نوفمبر سنة 1933، اعترفت الولايات المتحدة بالاتّحاد السوفييتّي. وكان الاتّحاد السوفييتّي في طريقه لأن يصبح قوياً جداً، وأدركت ألمانيا «أنّ دورنا آت قريبا ما لم نكن أقوياء». وهذا هو الشيء نفسه الذي نقوله نحن في الولايات المتحدة اليوم، «إن دورنا آت قريبا ما لم نكن أقوياء». تنفق حكومتنا 83 أو 84 بليون دولاراً على ميزانية الدفاع. والدّفاع ضدّ من ؟ الدفاع ضدّ 40,000 يهودي صغير في موسكو سيطروا على روسيا، وبعد ذلك، سيطروا بطرقهم المُلتوية، على العديد من دول العالم الأُخرى.
وأن تكون هذه البلاد الآن على حافة حرب عالمية ثالثة لا يمكننا أن نخرج منها منتصرين، هو أمر يراود مخيّلتي. أنا أعلم أنّ القنابل الذرّية تُقاس بالميجا طُن، وهو مصطلح يتمّ استخدامه لوصف مليون طن من مادّة تي أن تي. وقنابلنا الذّرّية لديها قدرة عشر ميجاطن، أي بقدرة عشرة ملايين طن من مادّة تي أن تي في بدايات تطويرها. والآن، فإنّ القنابل الذرّية التي يتمّ تطويرها لها قدرة 200 ميجا طُن، والله أعلم كم ميجاطن من القنابل الذرية لدى الاتحاد السوفييتي! فما الذي نواجهه الآن ؟ إذا ما بادرنا بإشعال حرب عالمية، فيمكن أن تتطوّر إلى حرب ذرّية، تؤدّي إلى نهاية العالم. لماذا يمكن أن تنشب حرب كهذه ؟ إنّها ستنشب حال رفع الستارة عن الفصل الثالث: فالفصل الأوّل كان الحرب العالمية الأولى، والفصل الثاني كان الحرب العالمية الثانية، وسيكون الفصل الثالث الحرب العالمية الثالثة. فيهُود العالم، والصّهاينة وشركاؤهم المتديّنون في كل مكان، مُصمّمون أن يستخدموا الولايات المتّحدة ثانيةً لكي تساعدهم في الحفاظ على فلسطين كموطئ قدم لحكومتهم العالمية. وهذا الأمر صحيح مثل صحة وُقوفي هنا أمامكم. فأنا لم أقرأ عن هذا فحسب، ولكن الكثيرين من الحضور قرؤوه أيضاً، وهو أمر معلوم في جميع أنحاء العالم.
ما الذي علينا عمله ؟ إنّ الحياة التي تنقذونها من الموت قد تكون حياة ابنكم. فقد يكون أولادكم في طريقهم لتلك الحرب هذه الليلة، وأنتم قد تكونون لا تعلمون بذلك أكثر من معرفتكم أنّ الصّهاينة عقدوا في لندن سنة 1916 صفقة مع وزارة الحرب البريطانية، لإرسال أولادكم للحرب في أوروبا. فهل علمتم بذلك في ذلك الوقت ؟ لم يكن شخص واحد في الولايات المتحدة يعلم بذلك. ولكنّ الرّئيس وودرو ويلسون علم بذلك. ولم يكن مسموح لكم أن تعلموا بذلك. من منكم علم بذلك ؟ وعلم به أيضاً الكولونيل هاوس. وعلم به أيضاً بعض المقرّبين من الدّاخل.
هل علمت به أنا ؟ لقد كانت لديّ فكرة جيدة عمّا كان يحدث: لقد كنت مبعوثاً لهنري مورغنثاو الأب (ملحوظة 6) في حملته سنة 1912 حين تم انتخاب الرئيس وودرو ويلسون، وكان هناك حديث يجري حول مكتبه هناك. لقد كنتُ «الرّجل الثقة لهنري مورغنثاو الأب»، الذي كان رئيس اللجنة المالية. وكنتُ ضابط ارتباط بينه وبين رولا ويلز [الإنجليزية] (ملحوظة 7)، أمين الصندوق. ولذا أُتيحت لي الفرصة للجلوس في الاجتماعات مع الرئيس وودرو ويلسون والآخرين على الطاولة نفسها، وسمعتهم يقرعون في دماغ الرئيس وودرو ويلسون عن ضريبة الدخل التدريجية، التي أصبحت تُسمى فيما بعد بالاحتياط الفيدرالي، وسمعتهم يُشبعون أفكاره بالحركة الصهيونية. لقد كان الرئيس وودرو ويلسون ولويس برانديز قريبين من بعضهما مثل قرب إصبعي هذين في يدي هذه. وكان الرئيس وودرو ويلسون عاجزاً كما الطفل حديث الولادة، حين كان الأمر يتعلّق بتحديد ما الذي كان يحدث. وبهذه الطريقة أقحمونا في الحرب العالمية الأولى، بينما كنا جميعا نيام. لقد أرسلوا أولادنا لذبحهم هناك. ولماذا ؟ لكي يتمكّن اليهود من الحُصول على فلسطين «كدولة يهودية لهم». لقد استغفلوكم كثيراً لدرجة أنّكم لا تعرفون ما إذا كنتم ذاهبين أم قادمين.
والآن، فإنّ أيّ قاضٍ، حين يُكلّف لجنة مُحلّفين يقول لهم، «سيداتي ساداتي، تستطيعون إهمال شهادة أيّ شاهد تجدون أنّه كذب مرّة واحدة». أنا لا أعلم من أيّ ولاية أتيْتم، ولكنْ في ولاية نيويورك هذه هي الطريقة التي يُخاطب بها القاضي هيئة المُحلّفين: «إذا ذكر الشّاهد كذبة واحدة، فأهملوا شهادته».
ما هي الحقائق عن اليهود ؟ (أنا أدعوهم يهوداً لكم، لأنّهم معرُوفون كَ «يهود». أنا نفسي لا أدعوهم يهوداً. ولكنّني أشير إليهم ب «ما يُسمّون باليهود»، لأنّني أعرف ما هم. فاليهُود الأوروبيّون الشّرقيّون، الذين يُشكّلون 92% من سكّان العالم من ذلك الشعب الذين يدعون أنفسهم «يهوداً»، كانوا أصلاً خزر. كان أولئك الخزر قبيلة مولعة بالحرب عاشت في أعماق قلب آسيا. ومن شدّة ولعهم بالحُروب أرغمهم الآسيويّون على الخروج من آسيا إلى أوروبا الشرقية. وأسّسوا هناك مملكة خزرية مساحتها 800,000 ميلاً مربعاً. وفي ذلك الأوان، لم تكن روسيا موجودة، ولا الكثير من بلدان أوروبا الأُخرى. وكانت مملكة الخزر أكبر البلدان في أوروبا كلها - لقد كانت من الكبر والقوة لدرجة أنه لو أراد الملوك الآخرون الذهاب للحرب، يُعيرهم الخزر 40,000 جندي. وهذا يدل على مقدار قوتهم وعظمتهم.
لقد كانوا يعبُدون العضو الذكري، الذي يُعتبر قذراً، ولا أريد أن أدخل في التفاصيل الآن. ولكن كانت تلك ديانتهم، كما كانت أيضا ديانة الكثير من البرابرة والوثنيّين في أمكنة أخرى من العالم. أصبح ملك الخزر مشمئزاً جداً من انحلال مملكته، لدرجة أنّه قرّر أن يتّخذ ما يُدعى - دين التوحيد - أي الإسلام، أو اليهودية، أو ما يُسمى في هذه الأيام باليهودية، التي هي في الحقيقة تلموديّة. وبإجراء القرعة، قام الملك باختيار ما يُسمّى باليهودية، فأصبحت ديانة الدولة. وبناء عليه، أرسل آلاف الطلاب إلى المدارس التلمودية في بومبوديتا وصورا الذين عادوا ليُصبحوا حاخامات، وقام بفتح المعابد والمدارس اليهودية، وهكذا أصبح شعبه ما نسميه «اليهود».
لم يكن على الإطلاق لأيّ واحد منهم جَدّ سبق وأنْ وطئ إصبع قدمه فلسطين، لا في تاريخ العهد القديم، ولا حتّى منذ بدء التاريخ، ولا أيّ واحد فيهم! ومع ذلك، يأتون للمسيحيين ويسألوننا أن ندعّم عصيانهم المسلّح في فلسطين بقولهم: «تريدون أن تساعدونا في عودة شعب الله المختار إلى أرض ميعاده، وبيت أجداده، ألا تريدون ذلك ؟ إنه واجبكم المسيحي. لقد أعطيناكم أحد أبنائنا كإله ومُخلّص لكم. أنتم الآن تذهبون إلى الكنيسة يوم الأحد، وتركعون وتعبدون يهودياً، ونحن يهود».
ولكنّهم خزريّون وثنيّون تحوّلوا تماماً بالطّريقة نفسها التي تحوّل فيها الإيرلنديّون. ومن السّخيف وصفهم ب «شعب الأرض المقدسة»، كمثل تسمية الـ 54 مليون صيني مسلم بأنّهم «عرب». مات النبي محمد سنة 632 ميلادية، ومنذ ذلك الحين، دخل 54 مليون مسلم الإسلام وقبلوه كعقيدة دينية لهم. والآن تخيلوا أنه في الصين التي تبعد 2,000 ميل عن شبه الجزيرة العربية وعن مكة، مكان ولادة محمد، تخيّلوا لو أنّ ال 54 مليون مسلم صيني قرّروا أن يُسمّوا أنفسهم «عرباً». فيُمكن أن تصفوهم بالجنون. وأيّ واحد يعتقد أنّ أولئك الـ 54 مليون مسلم صيني عرب، فلا بدّ أن يكون مجنوناً. وكلّ الذي فعلوه هو أنّهم تبنّوا معتقداً دينياً نشأ أساساً في مكة في المملكة العربية السعودية. وينطبق هذا على الإيرلنديّين. فحين أصبحوا مسيحيّين، لم يرمهم أحد في المحيط، وقام بتصدير مجموعة جديدة من السّكان إلى الأرض المقدسة بدلاً منهم، كما لم يُصبحوا شعباً مختلفاً. لقد كانوا نفس الشعب، ولكنهم قبلوا المسيحية كعقيدة دينية.
فأولئك الخزر، وأولئك الوثنيون وأولئك الآسيويون كانوا من عنصر منغولي أُجبروا على الخروج من آسيا إلى أوروبا الشرقية. ولأنّ ملكهم اعتنق الديانة التلمودية، لم يكن لهم خيار في المسألة، كما هي الحال في إسبانيا: فلو كان الملك كاثوليكيا، ً فسيكون كل فرد كاثوليكياً أيضاً. وعلى الذي لا يريد أن يكون كاثوليكياً، أن يرحل من إسبانيا. ولذا فقد أصبح الخزر ما نسميهم اليوم ب «اليهود».
وتخيّلوا الآن كيف بدا الأمر سخيفاً لتلك البلدان المسيحية العظيمة في مختلف أنحاء العالم لكي يقولوا: «سوف نقوم باستخدام قوّتنا وهيبتنا لكي نعيد شعب الله المختار إلى أرض أجداده، أرض الميعاد». فهل هناك كذبة أكبر من تلك الكذبة ؟ ولأنّ اليهود يملكون الصّحف، والمجلات، ومحطّات الإذاعات، والتلفزيون، ودور نشر الكتب، ولأنّهم يملكون وُعّاظ الكنائس والسّاسة الذين يتحدّثون نفس لغتهم، فلن يكون من المُدهش أن تُصدّقوا تلك الكذبة. فمن المُمكن أن تُصدّقوا أنّ الأسْود أبيض إذا ما سمعتم هذه الجملة مرّات كثيرة. ولن تدعو الأسْود أسوداً بعد ذلك - وستبدأون بتسمية الأسْود أبيضاً. ولن يلومكم أحد على ذلك. وهذه إحدى أكبر الأكاذيب في التاريخ. وهي أساس كلّ التعاسة والمأساة التي تحدث للعالم. لأنّه بعد أن تسبب اليهود بحربين عالميتان في أوروبا كان من غير المُمكن أن يعيش اليهود بسلام وتناغم مع الناس في أوروبا مثلما يعيشون في تناغم وسلام في قارة أمريكا، ما كان قوتِلت لأجله هاتان الحربان ؟؟! هل كان اليهود مضطرين لإشعال الحروب العالمية كإضطرارهم لدخول الحمام مثلاً ؟؟! أم هل كان عليهم أن يقولوا: «نحنُ اليهود نُريد العودة إلى وطننا فلسطين وأنتم المسيحيون عليكم مُساعدتنا» ؟
لا أفهم كيف مسيحيو أوروبا بهذا الغباء لأن كُلّ مؤرخ ومُدرس تاريخ يعرف الأشياء التي أقولها لكم لكن الصهاينة اقتادوا مسيحيو أوروبا وأخرسوهم وأغلقوا عيونهم وأذانهم بالمال وأنا الآن لا أهتم إن كنتم تعرفون ذلك أم لا، لا فرق بين ما إن كنتم تعرفون ذلك أم لا، لكن إليكم ما سيفرق عندي أنني لدي في عائلتي أولادي سينضمون للحرب القادمة وأنا لا أُريدهم أن يذهبوا للحرب ويموتوا كما مات أقرانهم في كوريا واليابان وفي كُل أنحاء العالم، من أجل ماذا ؟ لمُساعدة اللصوص الصهاينة في الاحتفاظ بما سرقوه من الأبرياء العرب الذين عاشوا في سلام بأرضهم وحقولهم ومنازلهم لمئات بل وألوف السنين هل هذا ما يجب أن تذهب أمريكا للحرب لأجله!! لأن أمريكا يُسيطر عليها الصهاينة والمتطرفون وهم ميزان القوة في الولايات المتحدة الأمريكية.
في نيويورك يوجد 400 ألف عضو في الحزب الليبرالي كلهم صهاينة ومتطرفون ومنحت ولاية نيويورك جون كينيدي 400 ألف صوت أثناء الانتخابات الرئاسية، أنا لا ألوم السيد جون كينيدي بل إنني شغوف به وأعتقد أنه رجل عظيم ويستطيع حل مشكلة الصهيونية في أمريكا إن منحناه الحقائق، وأنا أعرف أنه يعرف أكثر مما يدعي معاونوه أنه يعرفه، فهو يلعب مع العدو تماماً كصيد السمك فأنت معه تسحبه وتطلقه وهكذا دواليك، كما إنني أعرف والده جوزيف كينيدي وكيف أنّه أطلعه على الأمر كله ومدى قرب جون كينيدي من والده لذا لا أظن الرئيس جاهل قابع في الظلام ولا يعرف ما يجري حوله، لكنني أعتقد أنّه من واجب كل أم وإنسان مُخلص يقوم بالتواصل ليس مع الكونغرس أو السيناتورات بل مع جون كينيدي نفسه ويخبره أنّه لا يريد من الجيش الأمريكي الذهاب والقتال حتى يحافظ على ما تمت سرقته في أيدي السارق اليهودي.
هل تعلمون ما الذي يفعله اليهود في عيد الغفران، وهو الأمر الذي تظنّون أنّه مقدس بالنسبة لهم ؟ لقد كنتُ واحداً منهم، وهذا ليس بإشاعة. أنا لست هنا لكي أثير الإشاعات. أنا هنا لكي أعطي الحقائق. فحين تدخلون الكنيس اليهودي في عيد الغفران، تقفون في الصلاة الأولى التي تقومون بتلاوتها، وهي الصلاة الوحيدة التي تقفون فيها، حيث تكرّرون ثلاث مرات صلاة قصيرة تُدعى كُلّ نذر (تُنطق بالعبرية:«كول نيدر»). وفي تلك الصلاة، تدخلون في اتفاقية مع الله الجبار على أنّ أيّ قسم، أو نذر، أو تعهّد قد تقومون به خلال الأشهر الإثنتي عشرة القادمة، ستكون باطلة، ولا قيمة لها. والقسم يجب ألاّ يكون قسماً، والنذر يجب ألا يكون نذراً، والتّعهّد يجب ألا يكون تعهّداً. يجب ألا يكون لها أية قوّة أو تأثير. وعلاوة على ذلك، فالتلمود يُعلّم أنّه حين تُنذرون، أو تتعهّدون، أو تُقسمون، فيجب أن تتذكروا صلاة كُلّ نذر «كول نيدر» التي تلوتموها عيد الغفران، فتُصبحون بالتالي معفيّين من الإيفاء بعُهودكم ومواثيقكم.
فإلى أيّ مدى تستطيعون الاعتماد على ولائهم وإخلاصهم ؟ تستطيعُون الاعتماد على ولائهم بنفس المقدار الّذي اعتمد فيه الألمان عليه في سنة 1916. ولسوف نُلاقي المصير نفسه الذي كابدته ألمانيا، وللسّبب نفسه. 
ويقول عن يهود هذا الزمن في كِتابه يهود اليوم ليسوا يهوداً:
| بنيامين فريدمان | في حوالي سنة 720 م، أصبحت مملكة الخزر الوثنية تُشكّل شعب من يزعمون أنفسهم 'يهوداً'، كما أضحى الملك بولان أول ملك للخزر، في السنة ذاتها، يدعى 'يهودياً' بالتحوّل والاعتناق. وكُرّس دين الملك بولان الجديد بعد ذلك ديناً رسمياً لمملكة الخزر. ومنذ ذاك الحين، لم يكن باستطاعة إلا من يدعى 'يهودي'، ارتقاء عرش مملكة الخزر الخاصة بمن يزعمون أنفسهم 'يهوداً'. وككثيرين من حكام الشعوب الوثنية الأخرى في أوروبا، التي كانت ممارسة عبادة قضيب الرجل عندها عبادة معترفاً بها، فقد كفّ الملك بولان عن مقاومته الطويلة للتوحيد، باعتباره قد أضحى الدين الرسمي لمملكة الخزر. وحرّم الملك بولان أيضاً عبادة قضيب الرجل، هذا الشكل القذر من الانحلال الجنسي، الذي مورس لمدة طويلة كعبادة دينية. لقد غسل أسلوب 'الكذبة الكبرى' للاحتيال الشرير الذي لم يعرف مثيلاً له كل تاريخ البشرية المدوّن، أدمغة مسيحيي الولايات المتحدة الأميركية، ليغرس فيها الاعتقاد المخادع بأن من يزعمون أنفسهم 'يهوداً' في كل مكان من عالم اليوم، يتحدرون من سلالة 'القبائل العشر الضائعة' في تاريخ 'العهد القديم'، وفق ما تزعمه خرافة 'التشتت في زوايا الأرض الأربع'. والحقيقة أن من يزعمون أنفسهم 'يهوداً'، المتحدرين تاريخياً من سلالة الخزر، يُشكّلون أكثر من 92 بالمائة من جميع من يسمّون أنفسهم 'يهوداً' في كل مكان من العالم اليوم. والخزر الآسيويون الذين أنشأوا مملكة الخزر في أوروبا الشرقية، أصبحوا يسمّون أنفسهم 'يهوداً' بالتحول والاعتناق سنة 720 م. وهؤلاء لم تطأ أقدام أجدادهم قط 'الأرض المقدسة' في تاريخ 'العهد القديم'، هذه حقيقة تاريخية لا تقبل جدلاً يؤيد أكثر مشاهير العالم وعلماء علم الإنسان وعلماء الآثار وعلماء اللاهوت والمؤرخون والعلماء عامة في كل حقل من حقول البحث العلمي، المختصون بموضوع خزر أمس و'يهود' اليوم، المراجع والأسانيد التي تبرهن، بدون أي شك، عن حقائق وأرقام تظهر ما وراء هذه المسألة، مؤكدة على أن ما لا يقل عن 92 بالمائة من جميع من يزعمون أنفسهم 'يهوداً' في العالم اليوم، يتحدرون ممن عرفوا بـ 'يهود' السلالة الخزرية تاريخياً. وهؤلاء العلماء المشاهير يقدمون أيضاً حقائق وأرقاماً تؤكد على أن 8 بالمائة المتبقية ممن يزعمون أنفسهم 'يهوداً'، يتحدرون من السكان الوثنيين البدو القدامى في أفريقيا وآسيا، وحوض البحر الأبيض المتوسط، الذين تحولوا إلى عبادة جيهوفا قبل 17 قرناً من تحول الخزر الوثنيين في سنة 720 م من عبادة قضيب الرجل إلى عبادة جيهوفا. | بنيامين فريدمان |

## مؤلفاته
- League for Peace With Justice in Palestine.
- Palestine," Destiny: The Magazine of National Life (Jan. 1948): 26–28.
- Why Congress is Crooked or Crazy or Both , Founder, 1946, League for Peace with Justice in Palestine (New York, 1975).
- يهود اليوم ليسوا يهوداً، ترجمة وتحقيق وإعداد: زهدي الفاتح.

## إحالات
- بنيامين فريدمان يتكلم عن يهود الخزر - مُترجم للعربية . على يوتيوب.
- للتحميل: كِتاب يهود اليوم ليسوا يهوداً - تأليف: بنيامين فريدمان - ترجمة وتحقيق وإعداد: زهدي الفاتح - تاريخ النشر: 1 يناير، 1988 م - الناشر: دار النفائس.
- خطاب الصهيوني السابق بنيامين فريدمان 1961 - الجزء الأول كامل - مُترجم للعربية . على يوتيوب.
- خطاب الصهيوني السابق بنيامين فريدمان - ج 2 - مُترجم للعربية . على يوتيوب.
- خطاب الصهيوني السابق بنيامين فريدمان- ج 3 - مُترجم للعربية . على يوتيوب.
- الخِطاب كاملاً بلا أجزاء - غير مترجم للعربية.
- Facts are Facts, Noontide Press (Softcover), ISBN 0-317-53273-1.
- Svonkin, Stuart. Jews Against Prejudice:American Jews and the Fight for Civil Liberties, Columbia University Press 1997. ISBN 0-231-10638-6
- Griffith, Robert K. The Politics of Fear: Joseph R. McCarthy and the Senate, University of Massachusetts Press, 1987, ISBN 0-87023-555-9
- Hall, Gordon D., "Benjamin+Freedman"&dq="Benjamin+Freedman"&pgis=1 The Hate Campaign Against the UN. Beacon Press, 1952. 4028401
- "Benjamin+Freedman"&dq="Benjamin+Freedman"&pgis=1 Nomination of Anna M. Rosenberg to be Assistant Secretary of Defense 9714984
- House Committee on un-American Activities, 1954 (PDF 3 Meg)
- FBI headquarters file
- New York City office file part 1
- New York City office file part 2

## مُلاحظات
- ملحوظة 1: لويس برانديز حسب موسوعة اليهود واليهودية والصهيونية فهُوّ قاضي ومُحامي وسياسي صهيوني يهودي من أصل ألمانيا وأحد زعماء الصهيونية التوطينية في الولايات المتحدة الأمريكية، وفي عام 1916، رشحه الرئيس وودرو ويلسون لعضوية المحكمة العليا للولايات المتحدة (وكانت هذه أول مرة يُرشَّح فيها يهودي لهذا المنصب) وقد بقي في منصبه هذا حتى تقاعد عام 1939.[8]
- ملحوظة 2: برنارد باروخ حسب موسوعة اليهود واليهودية والصهيونية هو ثري أمريكي يهودي من رجال المال والدولة أصوله بروسية. إضافة إلى أنّه رجل أعمال ومستشار سياسي ومُستثمر كما أنّه كان دائم المُلازمة وشديد القرب لكُلٍ من الرئيس وودرو ويلسون وفرانكلين روزفلت، عُرِف بخدمته الشديدة للصهيونية ومحاولته الدائمة استقطاب أصحاب الأموال وكِبار السياسيون في أمريكا وأوروبا لمساعدة اليهود باحتلال فلسطين، وكان له عدواة شديدة مع معادي الصهيونية ومخترع السيارة هنري فورد حيثُ هُجِم برنارد بشكل غير مباشر في مقال نُشر في جريدة ديربورن إنديبندت المملوكة لهنري فورد عام 1921 بعنوان «دزرائيلي في أمريكا: يهودي ذو قوة خارقة» وهو تلميح لنفوذه الاقتصادي والسياسي لدى دوائر السلطة الأمريكية.[9]
- ملحوظة 3: والتر راثينو هو صناعي وسياسي وكاتب يهودي ألماني شغل منصب وزير خارجية ألمانيا كان يكره الصهيونية والاشتراكية والشيوعية، وكان يدعو يهود ألمانيا لعدم خيانة بلدهم من أجل الصهاينة ولكن لم يستمع له أحداً منهم وبسبب معادته للصهيونية اتهمه اليهود بمعاداة السامية رغم يهوديته، قُتِل عام 1922 على يد يميني مُتطرف.[10]
- ملحوظة 4: جيرسون فون بلايخرودر هُوّ مصرفي ورجل أعمال يهودي يحمل الجنسية الألمانيّة، وكان يُدير بنكاً لعائلة هوهنتسولرن اللمكية.[11]
- ملحوظة 5: عائلة فاربورغ هيّ عائلة يهوديّة ألمانية عريقة اشتهرت وبرزت منذُ القرن السادس عشر الميلادي بعدة مجالات منها التجارة والكيمياء الحيوية وعلم النبات والنشاط السياسي والاقتصاد والاستثمار المصرفي والقانون والفيزياء والموسيقى الكلاسيكية وتاريخ الفن وعلم الصيدلة وعلم وظائف الأعضاء والتمويل والأسهم الخاصة وفعل الخير، خرج منها الكثير من المشاهير مثل إميل فاربورغ وأوتو فاربورغ، كما أنها من أكبر العائلات التي تملك البنوك في العالم، كانت هذه العائلة في القرن السادس عشر تعيش في البندقية، إيطاليا ثُمّ انتقلت في القرن السابع عشر إلى هامبورغ في ألمانيا وهناك برزت واشتهرت ولكنها في القرن العشرين انتقلت إلى الولايات المتحدة الأمريكية.[12]
- ملحوظة 6: هنري مورغنثاو الأب هُوّ سياسي ومحامي ورجل أعمال يهودي أمريكي من أصول ألمانية، كما أنّه سفير الولايات المتحدة الأمريكية إلى الدولة العثمانية إبان الحرب العالمية الأولى، يُعّد من كبار الصهاينة في زمانه ولعب دوراً حساساً عندما كان سفيراً خدم خلاله الصهيونية بشكل كبير ويُذكر أنّه كان من أقرب أصدقاء مصطفى كمال أتاتورك، كما أنّه كان من الأشخاص الذين ادعوا أن العثمانيون قاموا بإبادة الأرمن وادعى أنّه شاهدهم بأُم عينيه.[13]
- ملحوظة 7: رولا ويلز هُوّ سياسي وضابط يهودي أمريكي يتبع الحركة الصهيونية وكان مُقرباً من الرئيس الأمريكي وودرو ويلسون.[14]